# ヴォロネジI駅
ヴォロネジI駅（ヴォロネジIえき、ロシア語: станция Воронеж I）はロシア連邦ヴォロネジ州のヴォロネジにある鉄道駅である。ロシア鉄道南東鉄道支社の拠点駅である。

## 概要
ヴォロネジ終点の列車が乗り入れる。しかしながら、南北方向（モスクワ方面からロストフ・ナ・ドヌ方面）の列車は当駅を経由せず、ヴォロネジ川を挟んで対岸のプリダチャ駅に停車する。

## 歴史
1869年に開業したが、初代の駅舎は第二次世界大戦中にドイツ軍によって爆撃された。現在の駅舎は1945年に建設されたものである。

## 列車
- 2016年現在[1]

### 通年運行
| 列車番号                      | 運行区間                                | 列車番号                      | 運行区間                                |
| ----------------------------- | --------------------------------------- | ----------------------------- | --------------------------------------- |
| 25 (ヴォロネジ号)             | ヴォロネジ - モスクワ                   | 26 (ヴォロネジ号)             | モスクワ - ヴォロネジ                   |
| 35 (セヴェルナヤ・パルミラ号) | アドレル - サンクトペテルブルク         | 36 (セヴェルナヤ・パルミラ号) | サンクトペテルブルク - アドレル         |
| 35 (ミハイル・ウリヤーノフ号) | アドレル - サンクトペテルブルク         | 36 (ミハイル・ウリヤーノフ号) | サンクトペテルブルク - アドレル         |
| 49                            | キスロヴォツク - サンクトペテルブルク   | 50                            | サンクトペテルブルク - キスロヴォツク   |
| 69                            | キスロヴォツク - ロストフ・ナ・ドヌ     | 70                            | ロストフ・ナ・ドヌ - キスロヴォツク     |
| 83                            | アドレル - モスクワ                     | 84                            | モスクワ - アドレル                     |
| 109                           | アナパ - モスクワ                       | 110                           | モスクワ - アナパ                       |
| 111                           | ヴォロネジ - サンクトペテルブルク       | 112                           | サンクトペテルブルク - ヴォロネジ       |
| 123                           | ベルゴロド - ノヴォシビルスク           | 124                           | ノヴォシビルスク - ベルゴロド           |
| 143                           | キスロヴォツク - モスクワ               | 144                           | モスクワ - キスロヴォツク               |
| 145 (イングーシェチヤ号)      | ナズラン - モスクワ                     | 146 (イングーシェチヤ号)      | モスクワ - ナズラン                     |
| 149                           | ミネラーリヌィエ・ヴォードィ - ミンスク | 150                           | ミンスク - ミネラーリヌィエ・ヴォードィ |
| 301                           | アドレル - ミンスク                     | 302                           | ミンスク - アドレル                     |
| 305                           | スフミ - モスクワ                       | 306                           | モスクワ - スフミ                       |
| 359                           | アドレル - カリーニングラード           | 360                           | カリーニングラード - アドレル           |
| 381                           | グロズヌイ - モスクワ                   | 382                           | モスクワ - グロズヌイ                   |
| 389                           | アナパ - ミンスク                       | 390                           | ミンスク - アナパ                       |